# Lista de prefeitos de Sumaré
Esta é a lista de prefeitos e vice-prefeitos do município de Sumaré, estado brasileiro de São Paulo.
Sumaré chamava-se anteriormente Rebouças, e foi criado e desenvolvido por causa da estação de trem do mesmo nome. Virou distrito de Paz de Campinas em 1909.
Como distrito de Paz, Rebouças teve o direito a nomeação de sub-prefeitos pela sua sede em Campinas.
| Nº | Nome                                                                    | Início do mandato | Fim do mandato         | Observações          |
| 1  | Antonio Rodrigues Azenha                                                | janeiro de 1910   | outubro de 1911        | Sub-prefeito nomeado |
| 2  | Antonio Joaquim de Souza                                                | outubro de 1911   | dezembro de 1917       | Sub-prefeito nomeado |
| 3  | João Francisco Ramos                                                    | janeiro de 1918   | fevereiro de 1921      | Sub-prefeito nomeado |
| 4  | Agenor Piantoni Rodrigues                                               | fevereiro de 1921 | junho de 1922          | Sub-prefeito nomeado |
| 5  | José Machado da Silva                                                   | junho de 1922     | dezembro de 1927       | Sub-prefeito nomeado |
| 6  | José Maria Miranda (Portugal, 1855–Campinas, 09.08.1941)                | janeiro de 1928   | dezembro de 1928       | Sub-prefeito nomeado |
| 7  | Justino França (Vila Nova de Gaia - Portugal, 26.03.1893–?, 31.10.1945) | janeiro de 1929   | setembro de 1930       | Sub-prefeito nomeado |
| 8  | Jorge Chebabi                                                           | outubro de 1930   | março de 1931          | Sub-prefeito nomeado |
| 9  | Justino França (Vila Nova de Gaia - Portugal, 26.03.1893–?, 31.10.1945) | abril de 1931     | dezembro de 1938       | Sub-prefeito nomeado |
| 10 | Plínio Giometti (Campinas, 18.02.1910–11.10.1990)                       | janeiro de 1939   | junho de 1939          | Sub-prefeito nomeado |
| 11 | João Vasconcellos                                                       | julho de 1939     | maio de 1942           | Sub-prefeito nomeado |
| 12 | Eugenio Graupner                                                        | maio de 1942      | maio de 1949           | Sub-prefeito nomeado |
| 13 | Thomaz Didona (Piracicaba, 19.05.1896–Sumaré, 02.08.1996)               | maio de 1949      | janeiro de 1952        | Sub-prefeito nomeado |
| 14 | Dionísio Giordano (?, 1922–Sumaré, 20.01.2016)                          | fevereiro de 1952 | 31 de dezembro de 1954 | Sub-prefeito nomeado |

Foi oficializado por força do Decreto-Lei nº 14.334, de 30.11.1944 e alterado para o atual nome a partir de 1º de janeiro de 1945.
Por ter a sua cidade-sede Campinas, nunca ter dinheiro disponível para fazer as melhorias que os seus moradores precisavam, começa a surgir o movimento emancipatório que em abril de 1953 culminou num envio a Assembleia Legislativa de São Paulo, de um documento assinado por 182 eleitores requerendo um plebiscito na região do qual fora favorável.
A Câmara Municipal de Campinas realizou o plebiscito no dia 22 de novembro do mesmo ano, sendo o SIM à emancipação vitorioso.
Quando o ano de 1953 ia terminando, pela Lei Federal nº 2.456, de 30 dezembro de 1953, Sumaré era elevado a Município, passando também, pela mesma lei, o povoado de Jacuba (Hortolândia desde 17 de abril de 1958) à categoria de Distrito do Município de Sumaré.
Realizaram-se as primeiras eleições em 30 de outubro de 1954, elegendo o primeiro Prefeito e os primeiros vereadores do Município.
| Nº | Nome                                                                  | Partido | Vice-prefeito                                                              | Início do mandato       | Fim do mandato         | Observações                                           |
| 1  | Padre José Giordano (Piracicaba, 17.12.1917–Sumaré, 21.03.2006)       | PTB     | Oreste Ongaro (Morungaba, 27.12.1897–Sumaré, 21.11.1961)                   | 1º de janeiro de 1955   | 31 de dezembro de 1958 | Prefeito e vice eleitos em sufrágio universal         |
| 2  | Leandro Franceschini (Limeira, 19.06.1915–Sumaré, 10.01.2008)         | PSP     | Henrique Pedroni (Campinas, 19.05.1917–Sumaré, 28.08.2006)                 | 1º de janeiro de 1959   | 31 de dezembro de 1962 | Prefeito e vice eleitos em sufrágio universal         |
| 3  | José Miranda (Sumaré, 25.12.1918–11.07.1992)                          | PTB/MDB | Modesto Lanatti (Valinhos, 18.11.1913–25.07.2003)                          | 1º de janeiro de 1963   | 31 de dezembro de 1966 | Prefeito e vice eleitos em sufrágio universal         |
| 4  | João Smânio Franceschini (Sumaré, 11.04.1937–28.03.2015)              | ARENA   | Euclides Miranda (ARENA) (?, 20.04.1920–?, 20.10.1978)                     | 1º de janeiro de 1967   | 31 de dezembro de 1969 | Prefeito e vice eleitos em sufrágio universal         |
| 5  | Aristides Moranza (Sumaré, 26.08.1926–11.07.2007)                     | ARENA   | Modesto Lanatti (ARENA) (Valinhos, 18.11.1913–25.07.2004)                  | 1º de janeiro de 1970   | 31 de janeiro de 1973  | Prefeito e vice eleitos em sufrágio universal         |
| 6  | João Smânio Franceschini (Sumaré, 11.04.1937–28.03.2015)              | ARENA   | Euclides Miranda (ARENA) (?, 20.04.1920–?, 20.10.1978)                     | 1º de fevereiro de 1973 | 31 de janeiro de 1977  | Prefeito e vice eleitos em sufrágio universal         |
| 7  | Paulo Célio Moranza (Sumaré, 10.08.1954–)                             | ARENA   | Antonio Pereira de Camargo Neto (ARENA) (Sumaré, 15.07.1947–09.06.1996)    | 1º de fevereiro de 1977 | 31 de janeiro de 1983  | Prefeito e vice eleitos em sufrágio universal         |
| 8  | José Denadai (Sumaré, 30.07.1926–14.11.2015)                          | PMDB    | Roberto Cordenonsi (PMDB) (Americana, 31.05.1943–)                         | 1º de fevereiro de 1983 | 31 de dezembro de 1988 | Prefeito e vice eleitos em sufrágio universal         |
| 9  | Paulino José Carrara (Braúna, 07.01.1951–)                            | PDS     | Álvaro Ferreira (PFL) (?, 1936–Campinas, 12.08.2004)                       | 1º de janeiro de 1989   | 31 de dezembro de 1992 | Prefeito e vice eleitos                               |
| 10 | José Denadai (Sumaré, 30.07.1926–14.11.2015)                          | PMDB    | Adauto João Campo Dall´Orto (Campinas, 24.06.1936–Sumaré, 10.05.2013)      | 1º de janeiro de 1993   | 31 de dezembro de 1996 | Prefeito e vice eleitos em sufrágio universal         |
| 11 | Antônio Dirceu Dalben (Campinas, 13.06.1964–)                         | PPS     | José Antônio Bacchim (PT) (Piracicaba, 13.03.1958–)                        | 1º de janeiro de 1997   | 31 de dezembro de 2000 | Prefeito e vice eleitos em sufrágio universal         |
| 11 | Antônio Dirceu Dalben (Campinas, 13.06.1964–)                         | PPS     | José Antônio Bacchim (PT) (Piracicaba, 13.03.1958–)                        | 1º de janeiro de 2001   | 31 de dezembro de 2004 | Prefeito e vice reeleitos em sufrágio universal       |
| 12 | José Antônio Bacchim (Piracicaba, 13.03.1958–)                        | PT      | Giuliano Pereira de Camargo, Juliano Camargo (PPS) (Campinas, 06.01.1972–) | 1º de janeiro de 2005   | 31 de dezembro de 2008 | Prefeito e vice eleitos em sufrágio universal         |
| 12 | José Antônio Bacchim (Piracicaba, 13.03.1958–)                        | PT      | Vilson Oschin Alves (PV) (Rio Bom, 24.04.1958–)                            | 1º de janeiro de 2009   | 31 de dezembro de 2012 | Prefeito reeleito e vice eleito em sufrágio universal |
| 13 | Cristina Conceição Bredda Carrara (Campinas, 16.09.1960–)             | PSDB    | Luiz Alfredo Castro Ruzza Dalben (PPS) (Campinas, 15.12.1989–)             | 1º de janeiro de 2013   | 31 de dezembro de 2016 | Prefeita e vice eleitos em sufrágio universal         |
| 14 | Luiz Alfredo Castro Ruzza Dalben (Campinas, 15.12.1989–)              | PPS     | Henrique Stein Sciascio, Henrique do Paraíso (SD) (Americana, 07.06.1985–) | 1º de janeiro de 2017   | 31 de dezembro de 2020 | Prefeito e vice eleitos em sufrágio universal         |
| 14 | Luiz Alfredo Castro Ruzza Dalben (Campinas, 15.12.1989–)              | PPS     | Henrique Stein Sciascio, Henrique do Paraíso (SD) (Americana, 07.06.1985–) | 1º de janeiro de 2021   | 31 de dezembro de 2024 | Prefeito reeleito e vice eleito em sufrágio universal |
| 15 | Henrique Stein Sciascio, Henrique do Paraíso (Americana, 07.06.1985–) | REP     | André Fernandes Pereira André da Farmácia (MDB) (Sumaré, 27.01.1990–)      | 1° de janeiro de 2025   | Atualidade             | Prefeito e vice eleitos em sufrágio universal         |

Legenda
| cor   | significado                                                                                  |
| verde | mandatários eleitos por votação direta ou indireta (pela câmara municipal)                   |
| bege  | mandatários nomeados diretamente pelo governo central em épocas de convulsão político-social |